# NGC 1506
NGC 1506 est une lointaine et très vaste galaxie lenticulaire située dans la constellation de la Dorade. NGC 1506 a été découverte par l'astronome britannique John Herschel en 1837.

## Caractéristiques
Sa vitesse par rapport au fond diffus cosmologique est de 10 238 ± 7 km/s, ce qui correspond à une distance de Hubble de 151 ± 11 Mpc (∼493 millions d'al).
À ce jour, une mesure non basée sur le décalage vers le rouge (redshift) donne une distance d'environ 155,000 Mpc (∼506 millions d'al). Cette valeur est à l'intérieur des valeurs de la distance de Hubble.